# Liste der Ehrenbürger von Warschau
Die Stadt Warschau hat seit 1918 61 Personen das Ehrenbürgerrecht verliehen.
Davon erfolgten drei Verleihungen posthum (1999, 2009, 2010), und ein Geehrter lehnte die Verleihung ab (1994)
Hinweis: Die Auflistung erfolgt chronologisch nach Datum der Zuerkennung.

## Die Ehrenbürger der Stadt Warschau

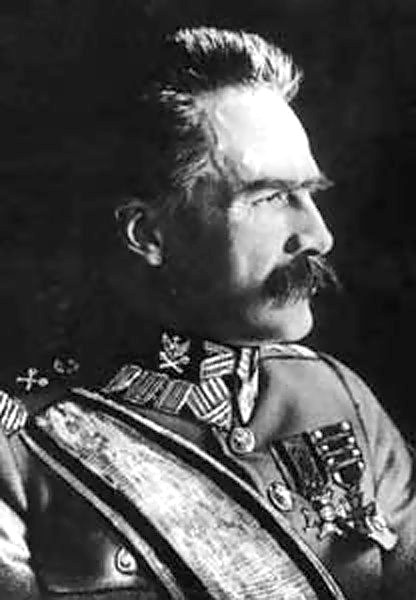
Józef Piłsudski

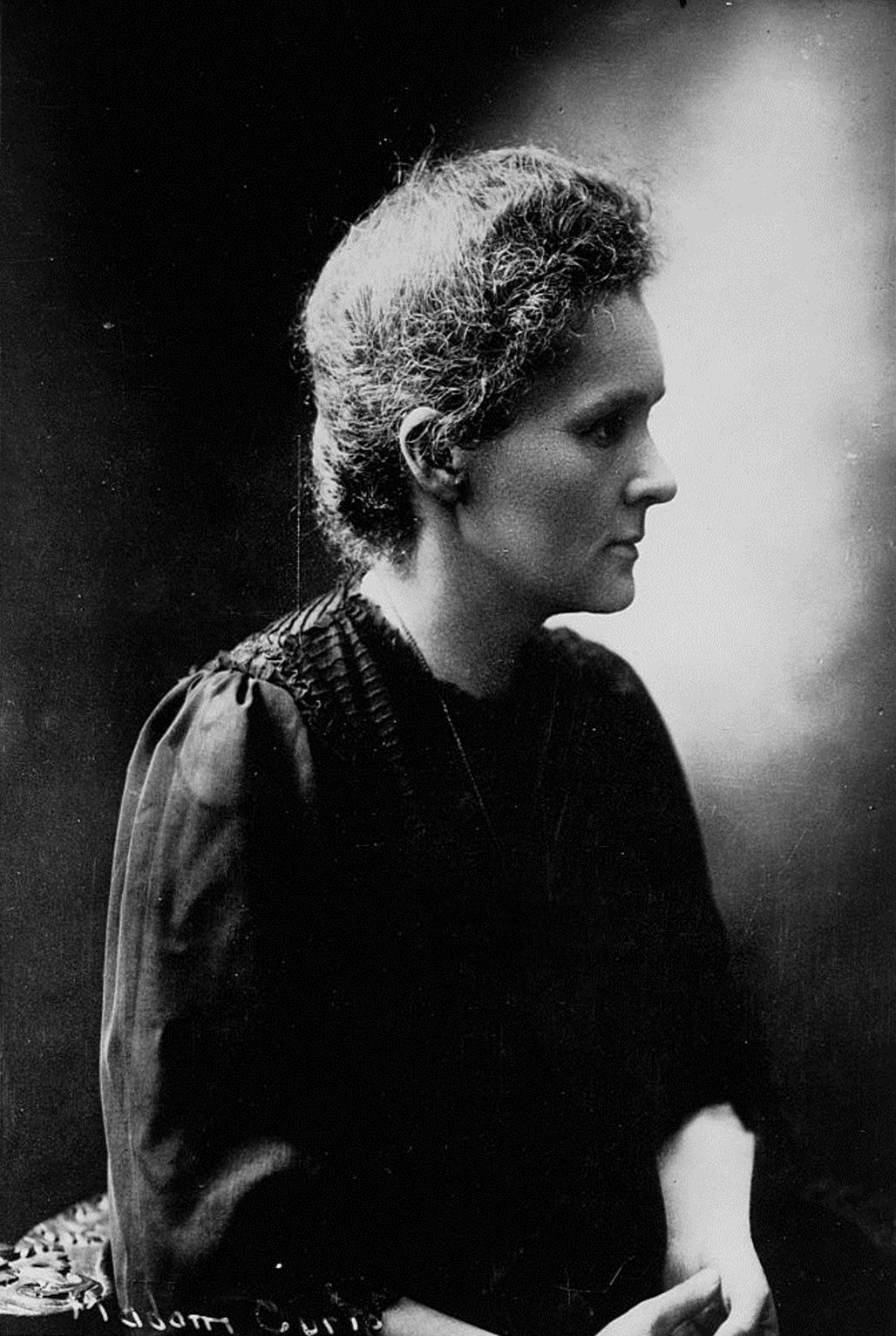
Marie Curie

1. Józef Piłsudski (* 5. Dezember 1867 in Zułów; † 12. Mai 1935 in Warschau)
Marschall
Verleihung 1918
2. Ignacy Jan Paderewski  (* 18. November 1860 in Kuryłówka; † 29. Juni 1941 in New York)
Pianist, Komponist und Politiker
Verleihung 1919
3. Józef Haller (* 13. August 1873 in Jurczyce; † 4. Juni 1960 in London)
General
Verleihung 1919
4. Maxime Weygand (* 21. Januar 1867 in Brüssel; † 28. Januar 1965 in Paris)
französischer General und Politiker
Verleihung 1920
5. Lucjan Żeligowski (* 17. Oktober 1865 in Njaswisch; † 9. Juli 1947 in London)
General
Verleihung 1920
6. Herbert C. Hoover (* 10. August 1874 in Westbranch, Iowa; † 20. Oktober 1964 in New York)
US-amerikanischer Wirtschaftsminister
Verleihung 1921
7. Ferdinand Foch (* 2. Oktober 1851 in Tarbes; † 20. März 1929 in Paris)
französischer Marschall
Verleihung 1923
8. Maria Skłodowska-Curie (* 7. November 1867 in Warschau; † 4. Juli 1934 in Sancellemoz)
Physikerin und Chemikerin, Nobelpreisträgerin 1903 und 1911
Verleihung 1924
9. Eugenia Kierbedź (* 1855; † 1946)

Verleihung 1929
10. Stanisław Broniewski-Orsza (* 1915; † 2001)

Verleihung 1992
11. Aleksander Gieysztor (* 17. Juli 1916 in Moskau; † 9. Februar 1999 in Warschau)
Mittelalterhistoriker
Verleihung 1992
12. Janina Porczyńska (* 1927; † 2009)

Verleihung 1992
13. Zbigniew Porczyński (* 1919; † 2000)

Verleihung 1992
14. Jerzy Waldorff (* 4. Mai 1910 in Warschau; † 29. Dezember 1999 in Warschau)

Verleihung 1992
15. Jan Podoski (* 1904; † 1998)

Verleihung 1993
16. Margaret Susan Ryder (* 3. Juli 1923/24 in Leeds; † 2. November 2000 in Bury St Edmunds)

Verleihung 1993
17. Juliusz Gomulicki  (* 1909; † 2006) – Gomulicki hat den Ehrenbürgertitel abgelehnt

Verleihung 1994
18. Stanisław Jankowski-Agaton (* 29. September 1911 in Warschau; † 5. März 2002 ebenda)

Verleihung 1995
19. Kazimierz Leski (* 1912; † 2000)

Verleihung 1995

Johannes Paul II.Ryszard KaczorowskiJózef GlempMarek Edelman

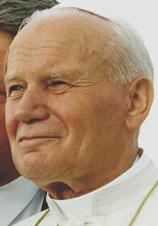
Johannes Paul II.

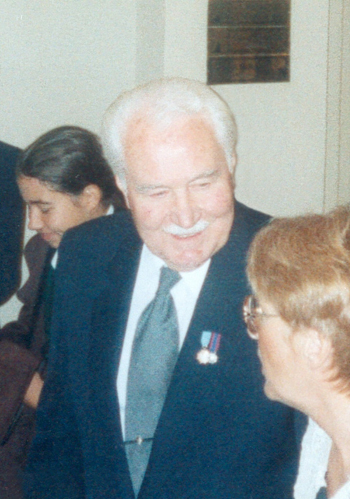
Ryszard Kaczorowski

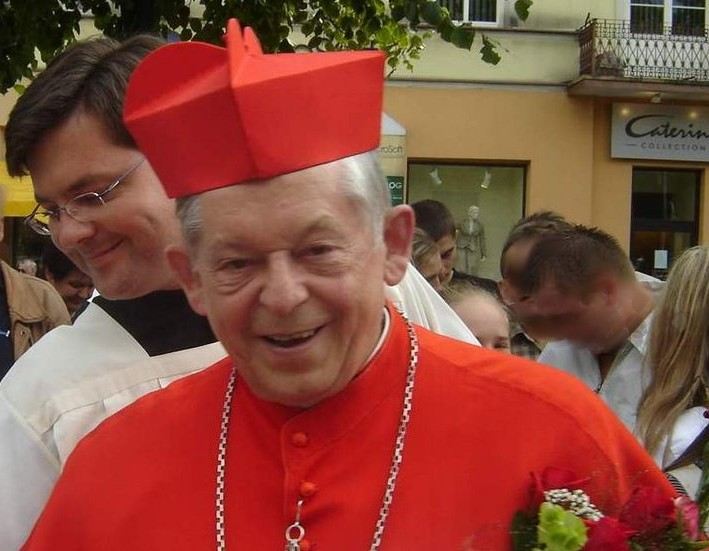
Józef Glemp

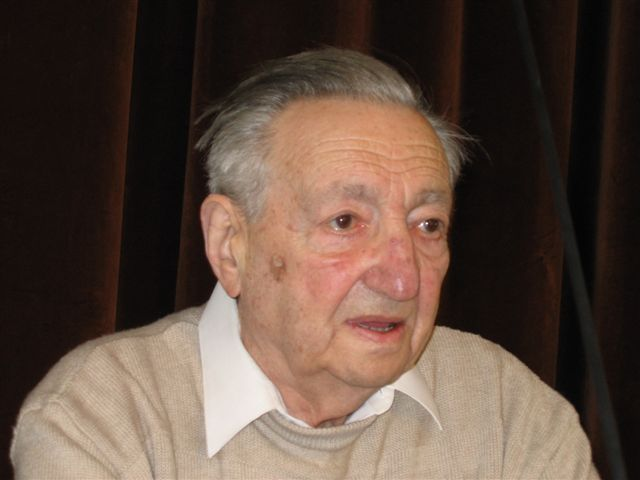
Marek Edelman

20. Johannes Paul II. (* 18. Mai 1920 in Wadowice; † 2. April 2005 in der Vatikanstadt)
Papst
Verleihung 1996
21. Władysław Bartoszewski (* 19. Februar 1922 in Warschau; † 24. April 2015 in Warschau)
Historiker, Publizist und Politiker
Verleihung 1999
22. Ryszard Kaczorowski (* 26. November 1919 in Białystok; † 10. April 2010 in Smolensk, Russland)
Politiker
Verleihung 1999
23. Franciszek Kamiński  (* 1902; † 2000)

Verleihung 1999
24. Stefan Starzyński (* 19. August 1893 in Warschau; † 21./23. Dezember 1939 in Warschau oder Umgebung)

Verleihung 1999
25. Józef Kardinal Glemp (* 18. Dezember 1929 in Inowrocław; † 23. Januar 2013 in Warschau)
Erzbischof von Warschau und Primas von Polen
Verleihung 2000
26. Marek Edelman (* 19. September 1919; † 2. Oktober 2009 in Warschau)
Kommandeur des Aufstands im Warschauer Ghetto
Verleihung 2001
27. Jan Nowak-Jeziorański (* 3. Oktober 1914 in Warschau; † 20. Januar 2005 in Warschau)
Journalist und Schriftsteller
Verleihung 2003
28. Zdzisław Peszkowski (* 1918; † 2007)

Verleihung 2003
29. Marek Kwiatkowski (* 25. April 1930 in Caen, Frankreich; † 10. August 2016)

Verleihung 2003
30. Kazimierz Majdański (* 1. März 1916 in Małgów bei Kalisz; † 29. April 2007 in Warschau)
Erzbischof
Verleihung 2004
31. Jerzy Majewski (* 1925)

Verleihung 2004
32. Kazimierz Romaniuk (* 21. August 1927; † 25. Februar 2025 in Warschau)
Bischof
Verleihung 2004
33. Szymon Szurmiej (* 18. Juni 1923 in Łuck; † 16. Juli 2014 in Warschau)

Verleihung 2004
34. Sławoj Leszek Głódź (* 13. August 1945 in Bobrówka, Polen)
Erzbischof
Verleihung 2005

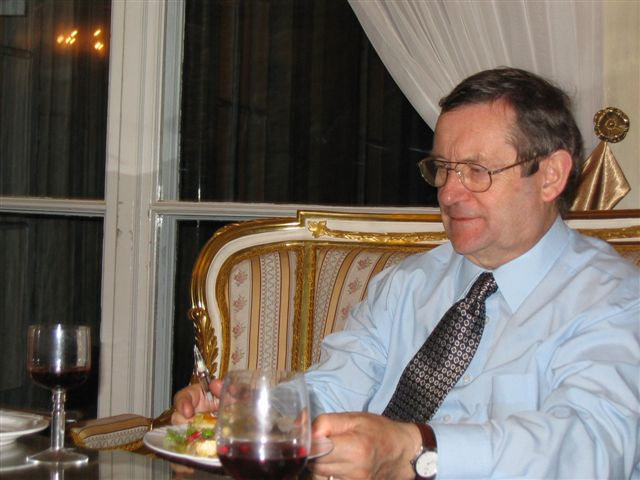
Norman Davies
35. Professor Norman Davies (* 8. Juni 1939 in Bolton, Lancashire)
britischer Historiker
Verleihung 2005
36. Wacław Karłowicz (* 1907; † 2007)

Verleihung 2006
37. Zofia Korbońska (* 1915; † 2010)

Verleihung 2006
38. Barbara Wachowicz (* 1937)

Verleihung 2006
39. Janusz Brochwicz-Lewiński (* 17. September 1920 in Wołkowysk; † 5. Januar 2017 in Warschau)

Verleihung 2007
40. Wiesław Chrzanowski (* 20. Dezember 1923; † 29. April 2012)

Verleihung 2007
41. Czesław Cywiński (* 1926; † 2010)

Verleihung 2007
42. Hilary Koprowski (* 5. Dezember 1916 in Warschau, Polen; † 11. April 2013 in Philadelphia)

Verleihung 2007
43. Irena Sendlerowa (* 15. Februar 1910 in Otwock, Russisches Kaiserreich; † 12. Mai 2008 in Warschau, Polen)

Verleihung 2007
44. Lech Wałęsa (* 29. September 1943 in Popowo bei Lipno)

Verleihung 2007
45. Symcha Rotem (* 1924; † 2018)

Verleihung 2008
46. Zbigniew Ścibor-Rylski (* 10. März 1917 in Brówki; † 3. August 2018 in Warschau)

Verleihung 2008
47. Stefan Starba-Bałuk (* 1914)

Verleihung 2008
48. Erwin Axer (* 1. Januar 1917 in Wien; † 5. August 2012 in Warschau)

Verleihung 2008
49. Józef Zawitkowski (* 1938 in Wał; † 29. Oktober 2020 in Warschau)

Verleihung 2008
50. Tendzin Gyatsho (* 6. Juli 1935 in Taktser, Provinz Amdo, Osttibet)
14. Dalai Lama
Verleihung 2009
51. Witold Pilecki (* 13. Mai 1901 in Olonez, Russland; † 25. Mai 1948 in Warschau, Polen)

Verleihung 2009
52. Tadeusz Mazowiecki (* 18. April 1927 in Płock, Polen; † 28. Oktober 2013 in Warschau)

Verleihung 2009
53. Michał Jan Sumiński (* 13. Dezember 1915; † 24. Dezember 2011)

Verleihung 2009
54. Lech Kaczyński (* 18. Juni 1949 in Warschau; † 10. April 2010 bei Smolensk, Russland)

Verleihung 2010
55. Ziuta Hartman (* 1922)

Verleihung 2010
56. Maria Stypułkowska-Chojecka (* 1926)

Verleihung 2010
57. Aleksander Kwaśniewski (* 15. November 1954 in Białogard, Polen)

Verleihung 2010
58. Henryk Skarżyński (* 3. Januar 1954 in Rosochate Kościelne)

Verleihung 2010
59. Lidia Korsakówna (* 17. Januar 1934; † 6. August 2013)

Verleihung 2011
60. Henryk Hoser (* 27. November 1942 in Warschau; † 13. August 2021 ebenda)
Bischof von Warschau-Praga
Verleihung 2011
61. Jerzy Buzek (* 3. Juli 1940 in Smilowitz, Landkreis Teschen)

Verleihung 2011
62. Witold Kieżun (* 6. Februar in Vilnius; † 12. Juni in Warschau)

Verleihung 2012
63. Sławomir Pietras (* 28. November 1943 in Czeladź)

Verleihung 2012
64. Jerzy Regulski (* 9. Juli 1924 in Żółwin; † 12. Februar 2015 in Warschau)
Wirtschaftswissenschaftler
Verleihung 2012
65. Stanisław Wyganowski (* 7. Dezember 1919 in Ligota; † 13. October 2017 in Warschau)
Wirtschaftswissenschaftler, Bürgermeister von Warschau
Verleihung 2012
66. Maria Janion (* 24. Dezember 1926 in Mońki, Podlachien; † 23. August 2020 in Warschau)
Literaturwissenschaftlerin, -kritikerin und Hochschullehrerin
Verleihung 2013
67. Irena Santor (* 9. Dezember 1934 in Papowo Biskupie (Bischöflich Papau))
Sänger
Verleihung 2013
68. Zbigniew Romaszewski (* 2. Januar 1940 in Warschau; † 13. Februar 2014 ebenda)
Politiker
Verleihung 2013
69. Jan Olszewski (* 20. August 1930 in Warschau; † 7. Februar 2019 ebenda)
Politiker, Rechtsanwalt
Verleihung 2014
70. Jerzy Owsiak (* 6. Oktober 1953 in Danzig)
Journalist, Mitinitiator der karitativen Stiftung des jährlich ausgetragenen Großen Orchesters der Weihnachtshilfe
Verleihung 2014
71. Mieczysław Szostek (* 20. September 1933 in Legionowo; † 16. November 2021 in Warschau)
Arzt
Verleihung 2014
72. Andrzej Wajda (* 6. März 1926 in Suwałki; † 9. Oktober 2016 in Warschau)
Filmregisseur
Verleihung 2015
73. Henryk Samsonowicz (* 23. Januar 1930 in Warschau; † 28. Mai 2021 ebenda)
Historiker
Verleihung 2015
74. Adam Strzembosz

Verleihung 2016
75. Daniel Olbrychski (* 27. Februar 1945 in Łowicz) 

Verleihung 2017
76. Wanda Traczyk-Stawska

Verleihung 2017
77. Wiesław Johann

Verleihung 2017
78. Halina Birenbaum  (* 15. September 1929 in Warschau)

Verleihung 2018
79. Krystyna Budnicka

Verleihung 2018
80. Marian Turski (* 26. Juni 1926 in Druskieniki; † 18. Februar 2025 in Warschau)

Verleihung 2018
81. Anna Jakubowska

Verleihung 2018
82. Janina Ochojska (* 12. März 1955 in Danzig)

Verleihung 2018
83. Anna Przedpełska-Trzeciakowska

Verleihung 2018
84. Wojciech Roszkowski (* 20. Juni 1947 in Warschau)

Verleihung 2018
85. Paweł Adamowicz (* 2. November 1965 in Danzig; † 14. Januar 2019 ebenda)

Verleihung 2019
86. Halina Jędrzejewska

Verleihung 2019
87. Jerzy Majkowski

Verleihung 2019
88. Paweł Pawlikowski (* 15. September 1957 in Warschau)

Verleihung 2019
89. Olga Tokarczuk (* 29. Januar 1962 in Sulechów bei Zielona Góra)

Verleihung 2020
90. Władysław Findeisen

Verleihung 2020
91. Wojciech Noszczyk

Verleihung 2020
92. Andrzej Rottermund

Verleihung 2020
93. Wiesław Wysocki

Verleihung 2020
94. Jolanta Brzeska (* 1947; † 2011)

Verleihung 2021
95. Andrzej Rzepliński (* 26. November 1949 in Ciechanów)

Verleihung 2021